# Notoceratops
Notoceratops („Jižní rohatá tvář“) byl rod ptakopánvého dinosaura, možná patřícího do čeledi Ceratopsidae. Žil v období pozdní svrchní křídy (geologický stupeň kampán, zhruba před 77 miliony let) na území dnešní argentinské Patagonie. Pokud se skutečně jednalo o ceratopsida, pak by šlo o jediného známého zástupce této skupiny dinosaurů, objeveného na jižní polokouli.

## Historie
Fosilie tohoto dinosaura v podobě jediného fragmentu spodní čelisti bez zubů byla objevena v oblasti jezera Lago Colhué Huapi na území argentinské provincie Chubut. Formálně ji popsal roku 1918 paleontolog Augusto Tapia. V roce 1929 o tomto taxonu pojednal šířeji také německý paleontolog Friedrich von Huene. Vědecká studie z roku 2014 označila druh N. bonarelli za pravděpodobně platný taxon, skutečně náležející mezi ceratopsidy. Fosilie již byla ztracena a dochoval se pouze její nákres.